# Michel Mayer (rabbin)
Michel Mayer (9 janvier 1823 à Dieuze en Lorraine - 21 juin 1905 à Paris) est un rabbin français, rabbin à Verdun (Meuse), puis à Paris, où il est rabbin de la Synagogue des Tournelles de 1877 à 1905.

## Éléments biographiques
Michel Mayer est né le 9 janvier 1823 à Dieuze en Meurthe (Lorraine),.
Il étudie au Séminaire israélite de France (SIF), à Metz, dont il sort diplômé rabbin.
En quittant le SIF, il devient adjoint du Grand-rabbin de Nancy, Salomon Ulmann, le futur Grand-rabbin de France.
Il est chargé de la direction des cours d'instruction religieuse à Nancy de 1848 à 1854.
Le 20 novembre 1856, il devient rabbin adjoint au Grand-rabbin de Paris, Lazare Isidor, et directeur du Talmud Torah.
Il est l'auteur de plusieurs ouvrages dont l'influence est importante.
À Paris, il habite au 14, Place des Vosges.
Il meurt à Paris, le 21 juin 1905, à l'âge de 82 ans. Des funérailles imposantes ont lieu, avec les honneurs militaires. Dans son testament, il avait demandé que des discours ne soient pas prononcés.
Son petit-fils est René Mayer, premier ministre français,.

## Directeur de l'orphelinat Rothschild
En 1874, la baronne James de Rothschild fait construire un véritable orphelinat au 7 de la rue Lamblardie,12e arrondissement de Paris, pouvant accueillir 100 enfants.
Michel Mayer devient le directeur de l'Orphelinat Rothschild.

## Rabbin de laSynagogue des Tournelles
En 1874, Michel Mayer se consacre exclusivement à ses fonctions de rabbin-adjoint (qu'il occupe depuis 1856) et à partir de 1877, de rabbin de la Synagogue des Tournelles, qui vient d'ouvrir ses portes. Le rabbin Raphaël Lévy, se joint à Michel Mayer. Ce dernier occupe la position de rabbin des Tournelles jusqu'à son décès en 1905, pendant 28 ans,.

## Œuvres
- Éloge Funèbre Du Grand Rabbin Salomon Ulmann Prononcé dans le Temple Consistorial Le 9 Iyar (23 avril 1866) Premier Anniversaire De Sa Mort Par M. Mayer Rabbin Adjoint A M. Le Grand Rabbin de Paris. Paris, Imprimerie De A. Wittersheim. Rue Montmorency, 8. 1866[12].
- Leçons sur l'histoire sainte. Blum, 1881[13],[14].
- Tsidkath elohim. Instructions morales et religieuses.  A. Durlacher, Paris, 1885[15].
- Le monothéisme ou la vérité religieuse: conférences. Durlacher, Paris, 1900[16].

## Honneurs
- Chevalier de la Légion d'honneur